# Constant Maenhoudt
Constant Maenhoudt (Lissewege, 28 maart 1849 - 3 september 1924) was van 1896 tot 1920 burgemeester van de voormalige Belgische gemeente Lissewege (Brugge).
Maenhoudt was de zoon van Jan Maenhoudt en Rosalie Kerckhof. Zoals zijn voorvaders was hij landbouwer.
Hij trouwde met Johanna Mermuys (Meetkerke, 11 april 1842 - Lissewege, 2 september 1918). Later werd Jan Maenhoudt (Lissewege, 22 juni 1880 - 26 september 1938), kleinzoon van een neef van zijn vader, burgemeester van 1927 tot 1936.